# Hráčské statistiky Ashleigh Bartyové
Hráčské statistiky Ashleigh Bartyové zahrnují výsledky tenisové kariéry bývalé profesionální tenistky, trojnásobně grandslamové vítězky ženské dvouhry a bývalé světové jedničky žebříčku WTA ve dvouhře žen.

## Finále velkých turnajů

### Grand Slam

#### Ženská dvouhra: 3 (3–0)
| Stav    | rok  | turnaj          | povrch | soupeřka ve finále  | výsledek           |
| ------- | ---- | --------------- | ------ | ------------------- | ------------------ |
| Vítězka | 2019 | French Open     | antuka | Markéta Vondroušová | 6–1, 6–3           |
| Vítězka | 2021 | Wimbledon       | tráva  | Karolína Plíšková   | 6–3, 6–7(4–7), 6–3 |
| Vítězka | 2022 | Australian Open | tvrdý  | Danielle Collinsová | 6–3, 7–6(7–2)      |

#### Ženská čtyřhra: 6 (1–5)
| Stav       | rok  | turnaj          | povrch | spoluhráčka         | soupeřky ve finále                         | výsledek               |
| ---------- | ---- | --------------- | ------ | ------------------- | ------------------------------------------ | ---------------------- |
| Finalistka | 2013 | Australian Open | tvrdý  | Casey Dellacquová   | Sara Erraniová Roberta Vinciová            | 2–6, 6–3, 2–6          |
| Finalistka | 2013 | Wimbledon       | tráva  | Casey Dellacquová   | Sie Šu-wej Pcheng Šuaj                     | 6–7(1–7), 1–6          |
| Finalistka | 2013 | US Open         | tvrdý  | Casey Dellacquová   | Andrea Hlaváčková Lucie Hradecká           | 7–6(7–4), 1–6, 4–6     |
| Finalistka | 2017 | French Open     | antuka | Casey Dellacquová   | Bethanie Matteková-Sandsová Lucie Šafářová | 2–6, 1–6               |
| Vítězka    | 2018 | US Open         | tvrdý  | Coco Vandewegheová  | Tímea Babosová Kristina Mladenovicová      | 3–6, 7–6(–2), 7–6(8–6) |
| Finalistka | 2019 | US Open         | tvrdý  | Viktoria Azarenková | Aryna Sabalenková Elise Mertensová         | 5–7, 5–7               |

### Závěrečné turnaje roku

##### Turnaj mistryň
| Stav    | rok  | dějiště       | povrch    | soupeřka ve finále | výsledek |
| ------- | ---- | ------------- | --------- | ------------------ | -------- |
| Vítězka | 2019 | Šen-čen, Čína | tvrdý (h) | Elina Svitolinová  | 6–4, 6–3 |

##### Elite Trophy
| Stav    | rok  | dějiště       | povrch | soupeřka ve finále | výsledek |
| ------- | ---- | ------------- | ------ | ------------------ | -------- |
| Vítězka | 2018 | Ču-chaj, Čína | tvrdý  | Wang Čchiang       | 6–3, 6–4 |

### WTA Premier Mandatory / WTA 1000

#### Dvouhra: 6 (3–3)
| Stav       | Rok  | Turnaj                    | Povrch | Soupeřka ve finále  | Výsledek            |
| ---------- | ---- | ------------------------- | ------ | ------------------- | ------------------- |
| Finalistka | 2017 | Wu-chan, Čína             | tvrdý  | Caroline Garciaová  | 7–67–3, 6–74–7, 2–6 |
| Vítězka    | 2019 | Miami, Spojené státy      | tvrdý  | Karolína Plíšková   | 7–6(7–1), 6–3       |
| Finalistka | 2019 | Peking, Čína              | tvrdý  | Naomi Ósakaová      | 6–3, 3–6, 2–6       |
| Vítězka    | 2021 | Miami, Spojené státy (2)  | tvrdý  | Bianca Andreescuová | 6–3, 4–0skreč       |
| Finalistka | 2021 | Madrid, Španělsko         | antuka | Aryna Sabalenková   | 0–6, 6–3, 4–6       |
| Vítězka    | 2021 | Cincinnati, Spojené státy | tvrdý  | Jil Teichmannová    | 6–3, 6–1            |

#### Čtyřhra: 4 (4–0)
| Stav    | Rok  | Turnaj               | Povrch | Spoluhráčka         | Soupeřky ve finále                         | Výsledek         |
| ------- | ---- | -------------------- | ------ | ------------------- | ------------------------------------------ | ---------------- |
| Vítězka | 2018 | Miami, Spojené státy | tvrdý  | Coco Vandewegheová  | Kateřina Siniaková Barbora Krejčíková      | 6–2, 6–1         |
| Vítězka | 2018 | Řím, Itálie          | antuka | Demi Schuursová     | Andrea Sestini Hlaváčková Barbora Strýcová | 6–3, 6–4         |
| Vítězka | 2018 | Montréal, Kanada     | tvrdý  | Demi Schuursová     | Latisha Chan Jekatěrina Makarovová         | 4–6, 6–3, [10–8] |
| Vítězka | 2019 | Řím, Itálie (2)      | antuka | Viktoria Azarenková | Anna-Lena Grönefeldová Demi Schuursová     | 4–6, 6–0, [10–3] |

## Zápasy o olympijské medaile

### Smíšená čtyřhra: 1 (1 bronz)
| Stav  | rok  | místo konání    | povrch | spoluhráč  | soupeři                           | výsledek |
| ----- | ---- | --------------- | ------ | ---------- | --------------------------------- | -------- |
| Bronz | 2020 | Tokio, Japonsko | tvrdý  | John Peers | Nina Stojanovićová Novak Djoković | bez boje |

## Postavení na žebříčku WTA

### Počet týdnů
| Počet týdnů na žebříčku WTA | Počet týdnů na žebříčku WTA | Počet týdnů na žebříčku WTA | Počet týdnů na žebříčku WTA | Počet týdnů na žebříčku WTA |
| do úrovně                   | poprvé                      | naposledy                   | počet týdnů                 | nejvíc v řadě               |
| --------------------------- | --------------------------- | --------------------------- | --------------------------- | --------------------------- |
| Top 100                     | 6. března 2017              | 27. března 2022             | 244                         | 244                         |
| Top 50                      | 14. srpna 2017              | 27. března 2022             | 221                         | 221                         |
| Top 20                      | 23. října 2017              | 27. března 2022             | 211                         | 211                         |
| Top 10                      | 1. dubna 2019               | 27. března 2022             | 136                         | 136                         |
| Top 5                       | 10. června 2019             | 27. března 2022             | 126                         | 126                         |
| Top 3                       | 10. června 2019             | 27. března 2022             | 126                         | 126                         |
| Top 1                       | 24. června 2019             | 27. března 2022             | 121                         | 114                         |

| Období na pozici světové jedničky | Období na pozici světové jedničky | Období na pozici světové jedničky | Období na pozici světové jedničky | Období na pozici světové jedničky |
| Č.                                | Den nástupu                       | Datum odchodu                     | Počet týdnů                       |                                   |
| --------------------------------- | --------------------------------- | --------------------------------- | --------------------------------- | --------------------------------- |
| 1.                                | 24. června 2019                   | 11. srpna 2019                    | 7                                 |                                   |
| 2.                                | 9. září 2019                      | 27. března 2022                   | 114                               |                                   |
| Celkem                            | Celkem                            | Celkem                            | 121                               |                                   |

## Finále na okruhu WTA Tour
| Legenda                                                 |
| ------------------------------------------------------- |
| D – dvouhra; Č – čtyřhra                                |
| Grand Slam (3–0 D; 1–5 Č)                               |
| Turnaj mistryň (1–0 D)                                  |
| WTA Elite Trophy (1–0 D)                                |
| Premier Mandatory & Premier 5 / WTA 1000 (3–3 D; 4–0 Č) |
| Premier / WTA 500 (5–3 D; 2–4 Č)                        |
| International / WTA 250 (2–0 D; 4–0 Č)                  |

### Dvouhra: 21 (15–6)
| Stav       | č.  | datum             | turnaj                                | kategorie         | povrch     | soupeřka ve finále  | výsledek            |
| ---------- | --- | ----------------- | ------------------------------------- | ----------------- | ---------- | ------------------- | ------------------- |
| Vítězka    | 1.  | 5. března 2017    | Kuala Lumpur, Malajsie                | International     | tvrdý      | Nao Hibinová        | 6–3, 6–2            |
| Finalistka | 1.  | 25. června 2017   | Birmingham, Spojené království        | Premier           | tráva      | Petra Kvitová       | 6–4, 3–6, 2–6       |
| Finalistka | 2.  | 30. září 2017     | Wu-chan, Čína                         | Premier 5         | tvrdý      | Caroline Garciaová  | 7–67–3, 6–74–7, 2–6 |
| Finalistka | 2.  | 13. ledna 2018    | Sydney, Austrálie                     | Premier           | tvrdý      | Angelique Kerberová | 4–6, 4–6            |
| Vítězka    | 2.  | 17. června 2018   | Nottingham, Spojené království        | International     | tráva      | Johanna Kontaová    | 6–3, 3–6, 6–4       |
| Vítězka    | 3.  | 4. listopadu 2018 | Ču-chaj, Čína                         | WTA Elite Trophy  | tvrdý      | Wang Čchiang        | 6–3, 6–4            |
| Finalistka | 4.  | 12. ledna 2019    | Sydney, Austrálie                     | Premier           | tvrdý      | Petra Kvitová       | 6–1, 5–7, 6–7 (3–7) |
| Vítězka    | 4.  | 30. března 2019   | Miami, Spojené státy                  | Premier Mandatory | tvrdý      | Karolína Plíšková   | 7–6(7–1), 6–3       |
| Vítězka    | 5.  | 8. června 2019    | French Open, Paříž, Francie           | Grand Slam        | antuka     | Markéta Vondroušová | 6–1, 6–3            |
| Vítězka    | 6.  | 23. června 2019   | Birmingham, Spojené království        | Premier           | tráva      | Julia Görgesová     | 6–3, 7–5            |
| Finalistka | 5.  | 6. října 2019     | Peking, Čína                          | Premier Mandatory | tvrdý      | Naomi Ósakaová      | 6–3, 3–6, 2–6       |
| Vítězka    | 7.  | 3. listopadu 2019 | Šen-čen, Čína                         | Turnaj mistryň    | tvrdý (h)  | Elina Svitolinová   | 6–4, 6–3            |
| Vítězka    | 8.  | 18. ledna 2020    | Adelaide, Austrálie                   | Premier           | tvrdý      | Dajana Jastremská   | 6–2, 7–5            |
| Vítězka    | 9.  | 7. února 2021     | Melbourne, Austrálie                  | WTA 500           | tvrdý      | Garbiñe Muguruzaová | 7–6(7–3), 6–4       |
| Vítězka    | 10. | 3. dubna 2021     | Miami, Spojené státy (2)              | WTA 1000          | tvrdý      | Bianca Andreescuová | 6–3, 4–0skreč       |
| Vítězka    | 11. | 25. dubna 2021    | Stuttgart, Německo                    | WTA 500           | antuka (h) | Aryna Sabalenková   | 3–6, 6–0, 6–3       |
| Finalistka | 6.  | 8. května 2021    | Madrid, Španělsko                     | WTA 1000          | antuka     | Aryna Sabalenková   | 0–6, 6–3, 4–6       |
| Vítězka    | 12. | 10. července 2021 | Wimbledon, Londýn, Spojené království | Grand Slam        | tráva      | Karolína Plíšková   | 6–3, 6–7(4–7), 6–3  |
| Vítězka    | 13. | 22. srpna 2021    | Cincinnati, Spojené státy             | WTA 1000          | tvrdý      | Jil Teichmannová    | 6–3, 6–1            |
| Vítězka    | 14. | 9. ledna 2022     | Adelaide, Austrálie (2)               | WTA 500           | tvrdý      | Jelena Rybakinová   | 6–3, 6–2            |
| Vítězka    | 15. | 29. ledna 2022    | Australian Open, Melbourne, Austrálie | Grand Slam        | tvrdý      | Danielle Collinsová | 6–3, 7–6(7–2)       |

### Čtyřhra: 21 (12–9)
| Stav       | č.  | datum            | turnaj                                | kategorie         | povrch     | spoluhráčka         | soupeřky ve finále                             | výsledek                |
| ---------- | --- | ---------------- | ------------------------------------- | ----------------- | ---------- | ------------------- | ---------------------------------------------- | ----------------------- |
| Finalistka | 1.  | 25. ledna 2013   | Australian Open, Melbourne, Austrálie | Grand Slam        | tvrdý      | Casey Dellacquová   | Sara Erraniová Roberta Vinciová                | 2–6, 6–3, 2–6           |
| Vítězka    | 1.  | 16. června 2013  | Birmingham, Spojené království        | International     | tráva      | Casey Dellacquová   | Cara Blacková Marina Erakovicová               | 7–5, 6–4                |
| Finalistka | 2.  | 6. července 2013 | Wimbledon, Londýn, Spojené království | Grand Slam        | tráva      | Casey Dellacquová   | Sie Šu-wej Pcheng Šuaj                         | 6–7(1–7), 1–6           |
| Finalistka | 3.  | 9. září 2013     | US Open, New York, Spojené státy      | Grand Slam        | tvrdý      | Casey Dellacquová   | Andrea Hlaváčková Lucie Hradecká               | 7–6(7–4), 1–6, 4–6      |
| Vítězka    | 2.  | 24. května 2014  | Štrasburk, Francie                    | International     | antuka     | Casey Dellacquová   | Tatiana Búaová Daniela Seguelová               | 4–6, 7–5, [10–4]        |
| Finalistka | 4.  | 15. června 2014  | P Birmingham, Spojené království      | Premier           | tráva      | Casey Dellacquová   | Raquel Kopsová-Jonesová Abigail Spearsová      | 6–7(1–7), 1–6           |
| Vítězka    | 3.  | 5. března 2017   | Kuala Lumpur, Malajsie                | International     | tvrdý      | Casey Dellacquová   | Nicole Melicharová Makoto Ninomijová           | 7–6 (7–5), 6–3          |
| Vítězka    | 4.  | 27. května 2017  | Štrasburk, Francie (2)                | International     | antuka     | Casey Dellacquová   | Čan Chao-čching Čan Jung-žan                   | 6–4, 6–2                |
| Finalistka | 5.  | 11. června 2017  | French Open, Paříž, Francie           | Grand Slam        | antuka     | Casey Dellacquová   | Bethanie Matteková-Sandsová Lucie Šafářová     | 2–6, 1–6                |
| Vítězka    | 5.  | 25. června 2017  | Birmingham, Spojené království        | Premier           | tráva      | Casey Dellacquová   | Čan Chao-čching Čang Šuaj                      | 6–1, 2–6, [10–8]        |
| Finalistka | 6.  | 1. července 2017 | Eastbourne, Spojené království        | Premier           | tráva      | Casey Dellacquová   | Čan Jung-žan Martina Hingisová                 | 3–6, 5–7                |
| Finalistka | 7.  | 26. srpna 2017   | New Haven, Spojené státy              | Premier           | tvrdý      | Casey Dellacquová   | Gabriela Dabrowská Sü I-fan                    | 6–3, 3–6, [8–10]        |
| Vítězka    | 6.  | 1. dubna 2018    | Miami, Spojené státy                  | Premier Mandatory | tvrdý      | Coco Vandewegheová  | Kateřina Siniaková Barbora Krejčíková          | 6–2, 6–1                |
| Vítězka    | 7.  | 20. května 2018  | Řím, Itálie                           | Premier 5         | antuka     | Demi Schuursová     | Andrea Sestini Hlaváčková Barbora Strýcová     | 6–3, 6–4                |
| Vítězka    | 8.  | 12. srpna 2018   | Montréal, Kanada                      | Premier 5         | tvrdý      | Demi Schuursová     | Latisha Chan Jekatěrina Makarovová             | 4–6, 6–3, [10–8]        |
| Vítězka    | 9.  | 9. září 2018     | US Open, New York, Spojené státy      | Grand Slam        | tvrdý      | Coco Vandewegheová  | Tímea Babosová Kristina Mladenovicová          | 3–6, 7–6(7–2), 7–6(8–6) |
| Vítězka    | 10. | 19. května 2019  | Řím, Itálie (2)                       | Premier 5         | antuka     | Viktoria Azarenková | Anna-Lena Grönefeldová Demi Schuursová         | 4–6, 6–0, [10–3]        |
| Finalistka | 8.  | 8. září 2019     | US Open, New York, Spojené státy      | Grand Slam        | tvrdý      | Viktoria Azarenková | Aryna Sabalenková Elise Mertensová             | 5–7, 5–7                |
| Finalistka | 9.  | 12. ledna 2020   | Brisbane, Austrálie                   | Premier           | tvrdý      | Kiki Bertensová     | Barbora Strýcová Sie Šu-wej                    | 6–3, 6–7(7–9), [8–10]   |
| Vítězka    | 11. | 25. dubna 2021   | Stuttgart, Německo                    | WTA 500           | antuka (h) | Jennifer Bradyová   | Desirae Krawczyková Bethanie Mattek-Sandsová   | 6–4, 5–7, [10–5]        |
| Vítězka    | 12. | 9. ledna 2022    | Adelaide, Austrálie                   | WTA 500           | tvrdý      | Storm Sandersová    | Darija Juraková Schreiberová Andreja Klepačová | 6–1, 6–4                |

## Finále na okruhu ITF
| Dotace turnajů okruhu ITF | Dotace turnajů okruhu ITF |
| ------------------------- | ------------------------- |
| 100 000 $ tournaments     | 80 000 $ tournaments      |
| 75 000 $ tournaments      | 60 000 $ tournaments      |
| 50 000 $ tournaments      | 25 000 $ tournaments      |
| 15 000 $ tournaments      | 10 000 $ tournaments      |

### Dvouhra: 6 (4–2)
| Stav       | č. | datum           | turnaj                         | povrch | soupeřka ve finále   | výsledek       |
| ---------- | -- | --------------- | ------------------------------ | ------ | -------------------- | -------------- |
| Vítězka    | 1. | 19. února 2012  | Sydney, Austrálie              | tvrdý  | Olivia Rogowská      | 6–1, 6–3       |
| Vítězka    | 2. | 26. února 2012  | Mildura, Austrálie             | tráva  | Viktorija Rajicicová | 6–1, 7–6(10–8) |
| Finalistka | 1. | 25. března 2012 | Ipswich, Austrálie             | antuka | Sandra Zaniewská     | 6–7(5–7), 1–6  |
| Vítězka    | 3. | 17. června 2012 | Nottingham, Spojené království | tráva  | Tatjana Maleková     | 6–1, 6–1       |
| Finalistka | 2. | 6. října 2012   | Esperance, Austrálie           | tvrdý  | Olivia Rogowská      | 0–6, 3–6       |
| Vítězka    | 4. | 28. října 2012  | Traralgon, Austrálie           | tvrdý  | Arina Rodionovová    | 6–2, 6–3       |

### Čtyřhra: 11 (9–2)
| Stav       | č. | datum              | turnaj                         | povrch  | spoluhráčka       | soupeřky ve finále                            | výsledek              |
| ---------- | -- | ------------------ | ------------------------------ | ------- | ----------------- | --------------------------------------------- | --------------------- |
| Vítězka    | 1. | 16. června 2012    | Nottingham, Spojené království | tráva   | Sally Peersová    | Réka Luca Janiová Maria João Köhlerová        | 7–6(7–2), 3–6, [10–5] |
| Vítězka    | 2. | 5. října 2012      | Esperance, Austrálie           | tvrdý   | Sally Peersová    | Victoria Larrièreová Olivia Rogowská          | 4–6, 7–6(7–5), [10–4] |
| Finalistka | 1. | 28. října 2012     | Traralgon, Austrálie           | tvrdý   | Sally Peersová    | Arina Rodionovová Cara Blacková               | 6–2, 6–7(4–7), [8–10] |
| Vítězka    | 3. | 2. listopadu 2012  | Bendigo, Austrálie             | tvrdý   | Sally Peersová    | Arina Rodionovová Cara Blacková               | 7–6(14–12), 7–6(7–5)  |
| Vítězka    | 4. | 24. listopadu 2012 | Tojota, Japonsko               | koberec | Casey Dellacquová | Miki Mijamurová Varatčaja Vongteančajová      | 6–1, 6–2              |
| Vítězka    | 5. | 24. března 2013    | Innisbrook, Spojené státy      | antuka  | Alizé Limová      | Paula Cristina Gonçalvesová María Irigoyenová | 6–1, 6–3              |
| Vítězka    | 6. | 13. dubna 2013     | Pelham, Spojené státy          | antuka  | Arina Rodionovová | Kao Shao-yuan Lee Hua-chen                    | 6–4, 6–2              |
| Vítězka    | 7. | 14. února 2016     | Perth, Austrálie               | tvrdý   | Jessica Mooreová  | Alison Baiová Abbie Myersová                  | 3–6, 6–4, [10–8]      |
| Finalistka | 2. | 28. února 2016     | Port Pirie, Austrálie          | tvrdý   | Casey Dellacquová | Lee Ya-hsuan Riko Sawajanagiová               | 4–6, 5–7              |
| Vítězka    | 8. | 20. března 2016    | Canberra, Austrálie            | antuka  | Arina Rodionovová | Kanae Hisamiová Varatčaja Vongteančajová      | 6–4, 6–2              |
| Vítězka    | 9. | 25. března 2016    | Canberra, Austrálie            | antuka  | Arina Rodionovová | Eri Hozumiová Miju Katová                     | 5–7, 6–3, [10–7]      |

## Finále soutěží družstev: 1 (0–1)
| Výsledek   | č. | datum a místo konání                                                 | spoluhráčky                                                             | soupeřky                                                                                      | skóre |
| ---------- | -- | -------------------------------------------------------------------- | ----------------------------------------------------------------------- | --------------------------------------------------------------------------------------------- | ----- |
| Finalistka | 1. | Fed Cup 2019 9.–10. listopadu 2019 Perth, Austrálie tvrdý, RAC Arena | Ajla Tomljanovićová Samantha Stosurová Astra Sharmaová Priscilla Honová | Francie                                                                                       | 2–3   |
| Finalistka | 1. | Fed Cup 2019 9.–10. listopadu 2019 Perth, Austrálie tvrdý, RAC Arena | Ajla Tomljanovićová Samantha Stosurová Astra Sharmaová Priscilla Honová | Kristina Mladenovicová Caroline Garciaová Alizé Cornetová Fiona Ferrová Pauline Parmentierová | 2–3   |

## Finále na juniorce Grand Slamu

### Dvouhra juniorek: 1 (1–0)
| Stav    | Rok  | Turnaj    | Povrch | Soupeřka ve finále | Výsledek      |
| ------- | ---- | --------- | ------ | ------------------ | ------------- |
| Vítězka | 2011 | Wimbledon | tráva  | Irina Chromačovová | 7–5, 7–6(7–3) |

## Chronologie výsledků

#### Dvouhra
| Grand Slam                                 |                    |                    |                    |                    |                    |                    |                    |                    |             |             |       |       |                |                |
| Australian Open                            | A                  | 1R                 | 1R                 | 1R                 | A                  | A                  | 3R                 | 3R                 | ČF          | SF          | ČF    | Vítěz | 1 / 9          | 24–8           |
| French Open                                | A                  | 1R                 | 2R                 | 1R                 | A                  | A                  | 1R                 | 2R                 | Vítěz       | A           | 2R    | —     | 1 / 7          | 10–6           |
| Wimbledon                                  | A                  | 1R                 | Q1                 | Q3                 | A                  | Q2                 | 1R                 | 3R                 | 4R          | NH          | Vítěz | —     | 1 / 5          | 12–4           |
| US Open                                    | Q1                 | A                  | 2R                 | 1R                 | A                  | A                  | 3R                 | 4R                 | 4R          | A           | 3R    | —     | 0 / 6          | 11–6           |
| výhry–prohry                               | 0–0                | 0–3                | 2–3                | 0–3                | 0–0                | 0–0                | 4–4                | 8–4                | 17–3        | 5–1         | 14–3  | 7–0   | 3 / 27         | 57–24          |
| Závěrečné turnaje roku                     |                    |                    |                    |                    |                    |                    |                    |                    |             |             |       |       |                |                |
| Turnaj mistryň                             | nekvalifikovala se | nekvalifikovala se | nekvalifikovala se | nekvalifikovala se | nekvalifikovala se | nekvalifikovala se | nekvalifikovala se | nekvalifikovala se | Vítěz       | NH          | A     | —     | 1 / 1          | 4–1            |
| Elite Trophy                               | nekvalifikovala se | nekvalifikovala se | nekvalifikovala se | nekvalifikovala se | nekvalifikovala se | nekvalifikovala se | SF                 | Vítěz              | DNQ         | NH          | NH    | NH    | 1 / 2          | 5–2            |
| Národní reprezentace                       |                    |                    |                    |                    |                    |                    |                    |                    |             |             |       |       |                |                |
| Letní olympijské hry                       | NH                 | A                  | nekonaly se        | nekonaly se        | nekonaly se        | A                  | nekonaly se        | nekonaly se        | nekonaly se | nekonaly se | 1R    | NH    | 0 / 1          | 0–1            |
| Turnaje WTA 1000 (dříve Premier Mandatory) |                    |                    |                    |                    |                    |                    |                    |                    |             |             |       |       |                |                |
| Indian Wells                               | A                  | A                  | A                  | A                  | A                  | A                  | A                  | 2R                 | 4R          | NH          | A     | A     | 1 / 2          | 2–2            |
| Miami                                      | A                  | A                  | A                  | A                  | A                  | A                  | 2R                 | 4R                 | Vítěz       | NH          | Vítěz | A     | 2 / 4          | 15–2           |
| Madrid                                     | A                  | A                  | A                  | A                  | A                  | A                  | A                  | 2R                 | ČF          | NH          | F     | —     | 0 / 3          | 9–3            |
| Peking                                     | A                  | A                  | A                  | A                  | A                  | A                  | 2R                 | A                  | F           | NH          | NH    | NH    | 0 / 2          | 4–2            |
| Turnaje WTA 1000 (dříve Premier 5)         |                    |                    |                    |                    |                    |                    |                    |                    |             |             |       |       |                |                |
| Dubaj                                      | A                  | ne Premier 5       | ne Premier 5       | ne Premier 5       | A                  | NP5                | A                  | NP5                | A           | NP5         | A     | NW1   | 0 / 2          | 1–2            |
| Dauhá                                      | A                  | A                  | A                  | A                  | NP5                | A                  | NP5                | A                  | NP5         | SF          | NW1   | A     | 0 / 1          | 2–1            |
| Řím                                        | A                  | A                  | A                  | A                  | A                  | A                  | Q2                 | 1R                 | 3R          | A           | ČF    | —     | 0 / 3          | 3–3            |
| Toronto/Montreal                           | A                  | A                  | A                  | A                  | A                  | A                  | 3R                 | SF                 | 2R          | NH          | A     | —     | 0 / 3          | 6–3            |
| Cincinnati                                 | A                  | A                  | A                  | A                  | A                  | A                  | 3R                 | 3R                 | SF          | A           | Vítěz | —     | 1 / 4          | 12–3           |
| Wu-chan                                    | NH                 | NH                 | NH                 | A                  | A                  | A                  | F                  | SF                 | SF          | NH          | NH    | NH    | 0 / 3          | 12–3           |
| Celková statistiky všech turnajů WTA Tour  |                    |                    |                    |                    |                    |                    |                    |                    |             |             |       |       |                |                |
|                                            | 2011               | 2012               | 2013               | 2014               | 2015               | 2016               | 2017               | 2018               | 2019        | 2020        | 2021  | 2022  | Celkem         | Celkem         |
| Turnaje                                    | 0                  | 4                  | 5                  | 6                  | 0                  | 1                  | 15                 | 20                 | 15          | 4           | 13    | 2     | 85             | 85             |
| Tituly                                     | 0                  | 0                  | 0                  | 0                  | 0                  | 0                  | 1                  | 2                  | 4           | 1           | 5     | 2     | 15             | 15             |
| Finálové účasti                            | 0                  | 0                  | 0                  | 0                  | 0                  | 0                  | 3                  | 3                  | 6           | 1           | 6     | 2     | 21             | 21             |
| tvrdý V–P                                  | 0–0                | 0–2                | 3–4                | 1–3                | 0–0                | 0–0                | 22–10              | 27–11              | 38–10       | 11–3        | 21–4  | 11–0  | 10 / 54        | 134–47         |
| antuka V–P                                 | 0–0                | 0–1                | 2–1                | 0–2                | 0–0                | 0–0                | 2–2                | 7–5                | 11–2        | 0–0         | 14–4  | 0–0   | 2 / 19         | 36–17          |
| tráva V–P                                  | 0–0                | 0–1                | 0–0                | 0–0                | 0–0                | 2–1                | 6–3                | 12–3               | 8–1         | 0–0         | 7–0   | 0–0   | 3 / 12         | 35–9           |
| celkem V–P                                 | 0–0                | 0–4                | 5–5                | 1–5                | 0–0                | 2–1                | 30–15              | 46–19              | 57–13       | 11–3        | 42–8  | 11–0  | 15 / 85        | 205–73         |
| % výher                                    | –                  | 0 %                | 50 %               | 17 %               | –                  | 67 %               | 67 %               | 71 %               | 81 %        | 79 %        | 84 %  | 100 % | 73 %           | 73 %           |
| Konečný žebříček                           | 669.               | 195.               | 164.               | 218.               | –                  | 325.               | 17.                | 15.                | 1.          | 1.          | 1.    |       | 21 539 751 USD | 21 539 751 USD |

#### Čtyřhra
| Grand Slam                                |                 |                 |                 |                 |                 |             |             |             |             |     |     |         |        |    |
| Australian Open                           | 1R              | F               | 2R              | A               | A               | ČF          | 2R          | 2R          | 2R          | 2R  | A   | 0 / 8   | 13–6   |    |
| French Open                               | A               | 1R              | ČF              | A               | A               | F           | 1R          | 3R          | A           | A   | —   | 0 / 5   | 10–5   |    |
| Wimbledon                                 | A               | F               | ČF              | A               | 1R              | ČF          | A           | 3R          | NH          | A   | —   | 0 / 5   | 13–4   |    |
| US Open                                   | A               | F               | 1R              | A               | A               | 2R          | Vítěz       | F           | A           | A   | —   | 1 / 5   | 17–4   |    |
| výhry–prohry                              | 0–1             | 15–4            | 8–4             | 0–0             | 0–1             | 12–4        | 7–2         | 10–2        | 1–1         | 1–0 | 0–0 | 1 / 23  | 53–19  |    |
| Závěrečné turnaje roku                    |                 |                 |                 |                 |                 |             |             |             |             |     |     |         |        |    |
| Turnaj mistryň                            | nekvalifikována | nekvalifikována | nekvalifikována | nekvalifikována | nekvalifikována | ČF          | SF          | DNQ         | NH          | DNQ |     | 0 / 2   | 1–2    |    |
| Národní reprezentace                      |                 |                 |                 |                 |                 |             |             |             |             |     |     |         |        |    |
| Letní olympijské hry                      | A               | nekonaly se     | nekonaly se     | nekonaly se     | A               | nekonaly se | nekonaly se | nekonaly se | nekonaly se | ČF  | NH  | 0 / 1   | 2–1    |    |
| Celková statistika všech turnajů WTA Tour |                 |                 |                 |                 |                 |             |             |             |             |     |     |         |        |    |
| Turnaje                                   | 2               | 9               | 9               | 0               | 1               | 17          | 12          | 10          | 3           | 4   | 1   | 86      | 86     | 86 |
| Tituly                                    | 0               | 1               | 1               | 0               | 0               | 3           | 4           | 1           | 0           | 1   | 1   | 12      | 12     | 12 |
| Finálové účasti                           | 0               | 4               | 2               | 0               | 0               | 6           | 4           | 2           | 1           | 1   | 1   | 21      | 21     | 21 |
| celkem V–P                                | 2–2             | 23–9            | 19–7            | 0–0             | 0–1             | 35–14       | 28–8        | 25–7        | 3–3         | 9–2 | 3–0 | 12 / 68 | 147–53 |    |

#### Smíšená čtyřhra
| Grand Slam           |     |             |             |             |     |             |             |             |             |       |     |       |     |
| Australian Open      | 1R  | 1R          | 2R          | A           | A   | A           | A           | A           | A           | A     | A   | 0 / 3 | 1–3 |
| French Open          | A   | 1R          | A           | A           | A   | A           | A           | A           | NH          | A     | —   | 0 / 1 | 0–1 |
| Wimbledon            | A   | ČF          | 1R          | A           | A   | A           | 1R          | A           | NH          | A     | —   | 0 / 3 | 3–3 |
| US Open              | A   | 2R          | ČF          | A           | A   | A           | A           | A           | NH          | A     | —   | 0 / 2 | 3–2 |
| výhry–prohry         | 0–1 | 4–4         | 3–3         | 0–0         | 0–0 | 0–0         | 0–1         | 0–0         | 0–0         | 0–0   | 0–0 | 0 / 9 | 7–9 |
| Národní reprezentace |     |             |             |             |     |             |             |             |             |       |     |       |     |
| Letní olympijské hry | A   | nekonaly se | nekonaly se | nekonaly se | A   | nekonaly se | nekonaly se | nekonaly se | nekonaly se | bronz | NH  | 0 / 1 | 2–1 |

| Legenda | Legenda                                   | Legenda | Legenda                     |
| ------- | ----------------------------------------- | ------- | --------------------------- |
| SR      | poměr vyhraných turnajů ku všem odehraným | W–L V–P | výhry–prohry                |
| NH      | daný rok se turnaj nekonal                | A       | turnaje se hráč nezúčastnil |
| 1Q / LQ | prohra v (kole) kvalifikace               | 1k / 1R | prohra v daném kole turnaje |
| QF / ČF | prohra ve čtvrtfinále                     | SF      | prohra v semifinále         |
| F       | prohra ve finále                          | Vítěz   | vítězství v turnaji         |

## Nasazení na Grand Slamu
| Rok  | Australian Open | French Open | Wimbledon       | US Open    |
| ---- | --------------- | ----------- | --------------- | ---------- |
| 2012 | nenasazena      | nenasazena  | nenasazena      | neúčast    |
| 2013 | nenasazena      | nenasazena  | nekvalifikována | nenasazena |
| 2014 | nenasazena      | nenasazena  | nekvalifikována | nenasazena |
| 2017 | nenasazena      | nenasazena  | nenasazena      | nenasazena |
| 2018 | 18.             | 17.         | 17.             | 18.        |
| 2019 | 15.             | 8.          | 1.              | 2.         |
| 2020 | 1.              | neúčast     | nehráno         | neúčast    |
| 2021 | 1.              | 1.          | 1.              | 1.         |
| 2022 | 1.              | neúčast     | neúčast         | neúčast    |

## Výhry nad hráčkami Top 10
Přehled uvádí vyhrané zápasy Bartyové ve dvouhře nad tenistkami, které v době utkání figurovaly do 10. místa žebříčku WTA.

### Přehled sezón
| Sezóna      | 2017 | 2018 | 2019 | 2020 | 2021 | 2022 | Celkem |
| ----------- | ---- | ---- | ---- | ---- | ---- | ---- | ------ |
| počet výher | 4    | 1    | 12   | 1    | 7    | 1    | 26     |

### Přehled výher
| Č.                                                                                               | hráčka top 10       | WTA | turnaj                                | povrch     | fáze             | skóre                   | AB  |
| ------------------------------------------------------------------------------------------------ | ------------------- | --- | ------------------------------------- | ---------- | ---------------- | ----------------------- | --- |
| Sezóna 2017                                                                                      |                     |     |                                       |            |                  |                         |     |
| 1..                                                                                              | Venus Williamsová   | 9.  | Cincinnati, Spojené státy             | tvrdý      | 2. kolo          | 6–3, 2–6, 6–2           | 48. |
| 2.                                                                                               | Johanna Kontaová    | 7.  | Wu-chan, Čína                         | tvrdý      | 2. kolo          | 6–0, 4–6, 7–6(7–3)      | 37. |
| 3.                                                                                               | Karolína Plíšková   | 4.  | Wu-chan Open, Čína                    | tvrdý      | čtvrtfinále      | 4–6, 7–6(7–3), 7–6(7–2) | 37. |
| 4.                                                                                               | Jeļena Ostapenková  | 10. | Wu-chan Open, Čína                    | tvrdý      | semifinále       | 6–3, 6–0                | 37. |
| Sezóna 2018                                                                                      |                     |     |                                       |            |                  |                         |     |
| 5.                                                                                               | Angelique Kerberová | 3.  | Wu-chan, Čína                         | tvrdý      | 3. kolo          | 7–5, 6–1                | 17. |
| Sezóna 2019                                                                                      |                     |     |                                       |            |                  |                         |     |
| 6.                                                                                               | Simona Halepová     | 1.  | Sydney, Austrálie                     | tvrdý      | 2. kolo          | 6–4, 6–4                | 15. |
| 7.                                                                                               | Kiki Bertensová     | 9.  | Sydney, Austrálie                     | tvrdý      | semifinále       | 6–7(4–7), 6–4, 7–5      | 15. |
| 8.                                                                                               | Kiki Bertensová     | 8.  | Miami, Spojené státy                  | tvrdý      | 4. kolo          | 4–6, 6–3, 6–2           | 11. |
| 9.                                                                                               | Petra Kvitová       | 2.  | Miami, Spojené státy                  | tvrdý      | čtvrtfinále      | 7–6(8–6), 3–6, 6–2      | 11. |
| 10.                                                                                              | Karolína Plíšková   | 7.  | Miami, Spojené státy                  | tvrdý      | finále           | 7–6(7–1), 6–3           | 11. |
| 11.                                                                                              | Aryna Sabalenková   | 10. | Fed Cup, Brisbane, Austrálie          | tvrdý      | semifinále       | 6–2, 6–2                | 9.  |
| 12.                                                                                              | Petra Kvitová       | 7.  | Peking, Čína                          | tvrdý      | čtvrtfinále      | 4–6, 6–4, 6–3           | 1.  |
| 13.                                                                                              | Kiki Bertensová     | 8.  | Peking, Čína                          | tvrdý      | semifinále       | 6–3, 3–6, 7–6(9–7)      | 1.  |
| 14.                                                                                              | Belinda Bencicová   | 7.  | WTA Finals, Šen-čen, Čína             | tvrdý (h)  | základní skupina | 5–7, 6–1, 6–2           | 1.  |
| 15.                                                                                              | Petra Kvitová       | 6.  | WTA Finals, Šen-čen, Čína             | tvrdý (h)  | základní skupina | 6–4, 6–2                | 1.  |
| 16.                                                                                              | Karolína Plíšková   | 2.  | WTA Finals, Šen-čen, Čína             | tvrdý (h)  | semifinále       | 4–6, 6–2, 6–3           | 1.  |
| 17.                                                                                              | Elina Svitolinová   | 8.  | WTA Finals, Šen-čen, Čína             | tvrdý (h)  | finále           | 6–4, 6–3                | 1.  |
| Sezóna 2020                                                                                      |                     |     |                                       |            |                  |                         |     |
| 18.                                                                                              | Petra Kvitová       | 8.  | Australian Open, Melbourne, Austrálie | tvrdý      | čtvrtfinále      | 7–6(8–6), 6–2           | 1.  |
| Sezóna 2021                                                                                      |                     |     |                                       |            |                  |                         |     |
| 19.                                                                                              | Aryna Sabalenková   | 8.  | Miami, Spojené státy                  | tvrdý      | čtvrtfinále      | 6–4, 6–7(5–7), 6–3      | 1.  |
| 20.                                                                                              | Elina Svitolinová   | 5.  | Miami, Spojené státy                  | tvrdý      | semifinále       | 6–3, 6–3                | 1.  |
| 21.                                                                                              | Bianca Andreescuová | 9.  | Miami, Spojené státy                  | tvrdý      | finále           | 6–3, 4–0 skreč          | 1.  |
| 22.                                                                                              | Karolína Plíšková   | 9.  | Stuttgart, Německo                    | antuka (h) | čtvrtfinále      | 2–6, 6–1, 7–5           | 1.  |
| 23.                                                                                              | Elina Svitolinová   | 5.  | Stuttgart, Německo                    | antuka (h) | semifinále       | 4–6, 7–6(7–5), 6–2      | 1.  |
| 24.                                                                                              | Aryna Sabalenková   | 7.  | Stuttgart, Německo                    | antuka (h) | finále           | 3–6, 6–0, 6–3           | 1.  |
| 25.                                                                                              | Barbora Krejčíková  | 10. | Cincinnati, Spojené státy             | tvrdý      | čtvrtfinále      | 6–2, 6–4                | 1.  |
| Sezóna 2022                                                                                      |                     |     |                                       |            |                  |                         |     |
| 26.                                                                                              | Iga Świąteková      | 9.  | Adelaide, Austrálie                   | tvrdý      | semifinále       | 6–2, 6–4                | 1.  |
| (h) – hala, WTA – aktuální postavení soupeřky na žebříčku výhra nad úřadující světovou jedničkou |                     |     |                                       |            |                  |                         |     |